# 21 грамм
«21 грамм» (англ. 21 Grams) — фильм режиссёра Алехандро Гонсалеса Иньярриту.
Один из теглайнов: «Сколько весит жизнь?»

## Сюжет
Фильм «21 грамм» является продолжением драмы «Сука любовь», хотя истории, рассказанные в этих фильмах, разные. В картине «21 грамм» по воле судьбы в результате трагического стечения обстоятельств переплетаются жизни людей, ранее незнакомых друг с другом.

### Герои
- Кристин Пек, в прошлом наркоманка, избавилась от своей зависимости. У неё любящий муж Майкл и две дочери. Именно тогда, когда она вернулась к нормальной жизни, происходит трагедия: её муж и девочки были насмерть сбиты машиной.
- Джек Джордан, бывший заключённый, покончил с прошлым и твёрдо, как ему кажется, встал на путь веры. Он буквально воспринимает Евангелие, убеждён в том, что новую машину ему подарил Христос (бог дал — бог взял), но вместе с тем верит в бога совершенно искренне. Всё переворачивается тогда, когда он ненамеренно сбивает мужа и дочерей Кристин, совершая тем самым тяжкий грех.
- Пол Риверс, математик, тяжело болен. Спасти его может только трансплантация сердца. По стечению обстоятельств донорское сердце, которое он получает — это сердце Майкла, погибшего мужа Кристин.

### Сюжетные линии картины
Джек не может понять, как ему жить дальше и за что — именно в тот момент, когда он начал верить в бога, бог так жестоко его наказал: убийство (пусть даже непредумышленное) — тяжкий грех, а среди убитых им — двое невинных детей.
Пол не знает, как жить с сердцем погибшего мужа Кристин, к которой Пол начинает испытывать сильные чувства. Ведь его жизнь по иронии судьбы продлена за счёт несчастья Кристин.
Кристин не знает, как жить без семьи. Почему именно в момент, когда она узнала, что такое семейное счастье, судьба отнимает у неё всё?
Каждый из героев показан в состоянии смятения (режиссёр переносит это состояние на экран с помощью хаотичного, на первый взгляд, смешения времени и событий).

## В ролях
| Актёр             | Роль             |
| ----------------- | ---------------- |
| Шон Пенн          | Пол Риверс       |
| Бенисио дель Торо | Джек Джордан     |
| Наоми Уоттс       | Кристина Пек     |
| Дэнни Хьюстон     | Майкл            |
| Шарлотта Генсбур  | Мэри             |
| Мелисса Лео       | Марианна Джордан |
| Клеа Дювалл       | Клаудиа          |
| Пол Кальдерон     | Браун            |

## Награды и номинации
- 2004 — две номинации на премию «Оскар»: лучшая женская роль (Наоми Уоттс), лучшая мужская роль второго плана (Бенисио Дель Торо)
- 2004 — пять номинаций на премию BAFTA: лучшая мужская роль (Шон Пенн и Бенисио Дель Торо), лучшая женская роль (Наоми Уоттс), лучший оригинальный сценарий (Гильермо Арриага), лучший монтаж (Стивен Миррионе)
- 2004 — две номинации на премию «Выбор критиков»: лучшая женская роль (Наоми Уоттс), лучшая мужская роль второго плана (Бенисио Дель Торо)
- 2004 — премия «Независимый дух» за особые достижения
- 2004 — премия «Спутник» за лучшую мужскую роль — драма (Шон Пенн), а также три номинации: лучшая женская роль — драма (Наоми Уоттс), лучшая мужская роль второго плана — драма (Бенисио Дель Торо), лучший оригинальный сценарий (Гильермо Арриага)
- 2004 — две номинации на премию Гильдии киноактёров США: лучшая женская роль (Наоми Уоттс), лучшая мужская роль второго плана (Бенисио Дель Торо)
- 2003 — премия Национального совета кинокритиков США за лучшую мужскую роль (Шон Пенн), а также попадание в десятку лучших фильмов года
- 2003 — три приза Венецианского кинофестиваля: Кубок Вольпи за лучшую мужскую роль (Шон Пенн), приз зрительских симпатий за лучшую мужскую роль (Бенисио Дель Торо), приз зрительских симпатий за лучшую женскую роль (Наоми Уоттс), а также номинация на Золотого льва (Алехандро Гонсалес Иньярриту)